# Kalandr

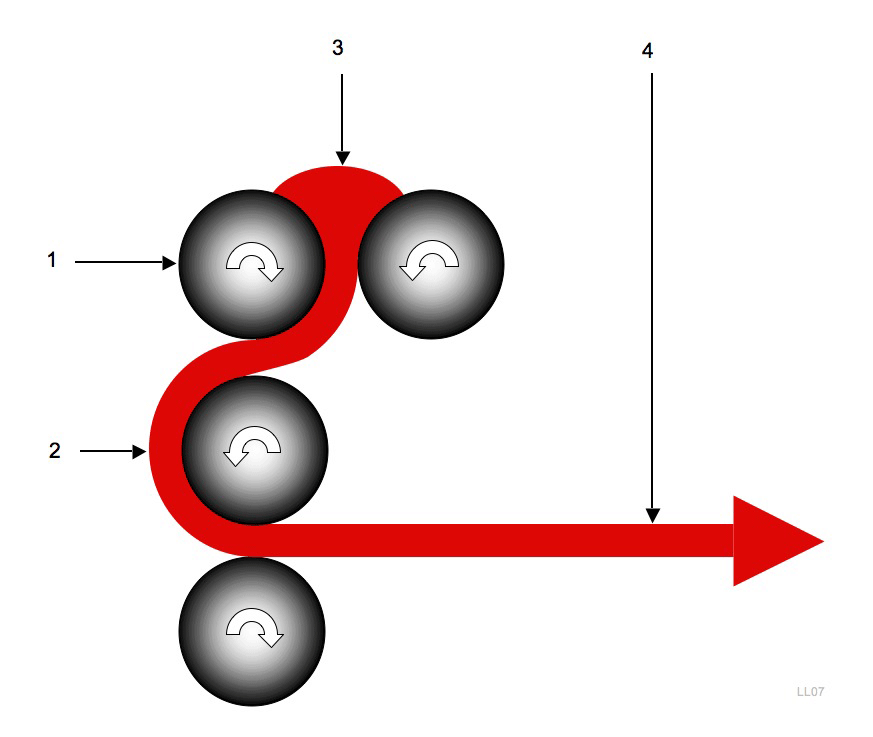
Schéma kalandrovacího procesu

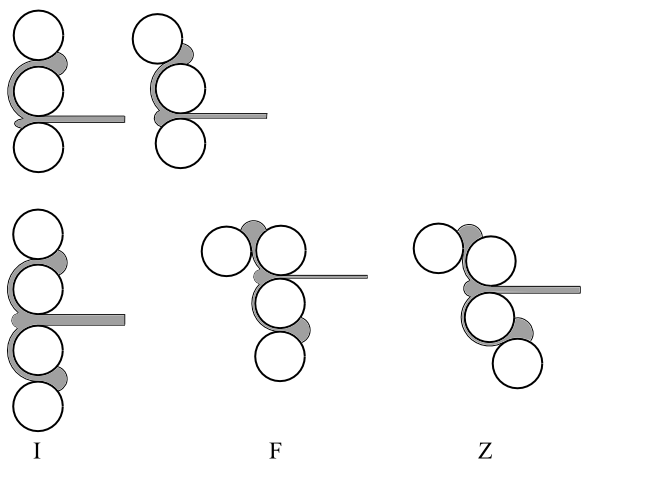
Uspořádání válců kalandru

Kalandr nebo kalandrovací stroj (někdy také kalandrovací válec) je druh tvářecího, válcovacího a žehlicího stroje, který se používá při výrobě velmi tenkých a rozměrově velice plochých předmětů. Používá se k hlazení, leštění a žehlení jejich povrchu. Nejznámější je jeho použití v případě výroby papíru v papírenském průmyslu. Pracuje vždy na principu dvou a více rozměrných válců, které vyráběný předmět žehlí a leští do požadovaného stavu. Jeden či více kalandrů spojených do výrobní linky pak obvykle spolu s jinými papírenskými stroji tvoří větší technologické soustrojí, které v případě výroby papíru nazýváme papírenský stroj.

## Popis
Kalandr tvoří soustava dvou nebo více paralelních a obvykle ocelových válců, mezi nimiž materiál prochází. Přitom se zmenšuje jeho tloušťka a rovná, hladí nebo leští jeho povrch, na který se případně nažehlují různé fólie a podobně.
Jednoduchý kalandr připomíná běžný žehlicí mandl, je ovšem podstatně větší a rozměrnější. Víceválcové kalandry se liší uspořádáním válců, obvykle se mluví o uspořádání do písmene I, L, F nebo Z, která umožňují také nažehlování atd.